# Georg Meindl
Georg Meindl (* 1. März 1899 in Mondsee; † vermutlich 10. Mai 1945 bei Steyr) war ein österreichischer Unternehmer sowie Wehrwirtschafts- und SS-Führer. Er war bis zum Ende des Zweiten Weltkriegs Generaldirektor der Steyr-Daimler-Puch AG und zählte zu den Schlüsselfiguren der Kriegsindustrie in den Donau- und Alpenreichsgauen des Großdeutschen Reiches.

## Leben

### Jugend und Erster Weltkrieg
Meindl war der Sohn eines Postmeisters. Er besuchte eine Volksschule und ein Gymnasium in Salzburg. Als Kriegsfreiwilliger ging er 1915 zu den Salzburger Schützen und nahm mit der k.u.k. Armee am Ersten Weltkrieg teil. Er war an der Italienfront und in Serbien eingesetzt. Mehrfach ausgezeichnet wurde er nach Kriegsende im Rang eines Leutnants aus der Armee entlassen.

### Ausbildung und Berufseinstieg
In der Zwischenkriegszeit absolvierte Meindl volkswirtschaftlich-staatswissenschaftliche Studien in Wien und Innsbruck. Während seines Studiums wurde er 1919 Mitglied der Landsmannschaft der Salzburger Wien. Er promovierte nach eigenen Angaben mit der Dissertation „Gewinnbeteiligung und Soziale Versöhnung“. Nach dem Studium war er zunächst Sekretär des Linzer Bürgermeisters Karl Sadleder (1883–1930). Danach wirkte er in mehreren österreichischen Unternehmen in leitender Position, so war er Zentraldirektor bei der Elektrizitätswerke Stern & Hafferl Aktiengesellschaft und am Aufbau der Österreichischen Kraftwerks AG beteiligt. Ab Frühjahr 1936 gehörte er dem Vorstand der Österreichisch-Alpine Montangesellschaft an.

### NS- und Firmenkarriere
Bereits in den 1920er Jahren war Meindl auch mit Hermann Göring bekannt und wirkte ab 1922 als „alter Kämpfer“ in der österreichischen DNSAP. Ab Ende 1934 war er illegales Mitglied der NSDAP und wurde zum 1. Mai 1938 regulär in die Partei aufgenommen (Mitgliedsnummer 6.390.578).
Nach dem Anschluss Österreichs trat Meindl zum 20. April 1938 im Rang eines SS-Hauptsturmführers in die allgemeine SS ein (SS-Nummer 308.208) und stieg dort im November 1944 bis zum SS-Brigadeführer auf. Meindl wurde als Vertrauensmann Görings im Jahre 1938 Mitglied der Reichsarbeiterkammer und als Wehrwirtschaftsführer auch Chef der Rüstungsabteilung im Wehrkreis XVII (Wien).
Am 15. März 1938 wurde Meindl zum Generaldirektor und später zum Vorsitzenden des Vorstandes der Steyr Daimler Puch AG bestellt. Ab 1943 war Generaldirektor Meindl zusätzlich auch Kommissarischer Leiter der Flugmotorenwerke Ostmark. Parallel zu diesen Funktionen wirkte Meindl unter anderem auch als Aufsichtsrat in Schlüsselunternehmen wie Reichswerke Hermann Göring und Dresdner Bank AG sowie als Leiter der Sonderausschüsse „Raupenschlepper Ost“ und „LKW 1,5 t“ im Reichsministerium für Bewaffnung und Munition.
Seit Anfang 1942 beschäftige Meindl Häftlinge des KZ Mauthausen am Betriebsstandort Steyr. Ab März 1943 gelang Meindl in einem Joint-Venture mit der SS-eigenen Deutschen Erd- und Steinwerke GmbH (DEST) auch der Aufbau einer bedeutenden Waffenfertigung mit etwa 1.300 Häftlingen beim KZ Gusen.
Dort versuchte Meindl Anfang 1944 im Wettbewerb mit der Messerschmitt GmbH auch große Teile der dort angelegten unterirdischen Produktionsflächen für seine Fertigung zu bekommen. Da er sich jedoch in diesem Verfahren nicht durchsetzen konnte, forcierte er unter der Tarnbezeichnung „Quarz“ sein eigenes Projekt für die Untertage-Fertigung in Roggendorf bei Melk.
Nachdem er sich infolge der Inbetriebnahme von B8 Bergkristall zusätzlich in Gusen frei werdende unterirdische Produktionsflächen sichern konnte, konnte Meindl noch im März 1945 SS-Obergruppenführer Kaltenbrunner die Aufnahme einer begrenzten Waffenfertigung in der von Kaltenbrunner favorisierten Alpenfestung zusichern.

### Ungeklärte Todesumstände
Bei Kriegsende hatte sich Meindl von seinem Dienstort abgesetzt. Er wurde von Soldaten der US-Armee für einige Tage festgesetzt, aber anschließend aufgrund seiner nicht aufgeflogenen SS-Mitgliedschaft wieder entlassen. Meindl soll am 10. Mai 1945 in einem Holzschuppen bei Steyr verbrannt sein. Bei der Leiche in dem abgebrannten Schuppen wurde ein auf Meindl ausgestelltes Dokument gefunden, jedoch konnte auch eine Obduktion keinen sicheren Hinweis darauf geben, ob Meindl der Tote war. Als Todesursache wird Suizid vermutet, jedoch kommen auch Mord und Brandstiftung in Frage.